# Panicum bresolinii
Panicum bresolinii là một loài thực vật có hoa trong họ Hòa thảo. Loài này được L.B.Sm. & Wassh. mô tả khoa học đầu tiên năm 1978.